# Zalaigrice
Zalaigrice è un comune dell'Ungheria di 135 abitanti (dati 2001). È situato nella contea di Zala.